# Lesonice (district de Třebíč)
Pour les articles homonymes, voir Lesonice.
Lesonice (en allemand : Lessonitz) est une commune du district de Třebíč, dans la région de Vysočina, en République tchèque. Sa population s'élevait à 494 habitants en 2020.

## Géographie
Lesonice se trouve à 7,3 km au nord-ouest du centre de Moravské Budějovice, à 15 km au sud-ouest de Třebíč, à 34 km au sud-sud-est de Jihlava et à 170 km au sud-est de Prague.
La commune est limitée par Cidlina et Babice au nord, par Dolní Lažany à l'est, par Jakubov u Moravských Budějovic au sud, et par Martínkov au sud-ouest et par Želetava à l'ouest.

## Histoire
La première mention écrite de la localité date de 1190.

## Administration
La commune se compose de deux sections :
- Horní Lažany
- Lesonice

## Transports
Par la route, Lesonice se trouve à 11 km de Moravské Budějovice, à 18,5 km de Třebíč, à 39 km de Jihlava et à 171 km de Prague.